# ウィリアム・メリット・チェイス
ウィリアム・メリット・チェイス（William Merritt Chase、1849年11月1日 - 1916年10月25日）はアメリカ合衆国の、肖像画家、風景画家である。ヨーロッパ、特にミュンヘンとヴェネツィアで学び、アメリカ合衆国における印象派を代表する画家になった。1896年に美術学校を創立し、この学校は後にパーソンズ美術大学に発展した。

## 略歴
インディアナ州、ジョンソン郡のNinevehで生まれた。父親は婦人靴製造と販売をしていた。12歳の時、一家はインディアナポリスに移った。長男で父親の仕事を手伝い始めたが、画家になる望みを持っていた。1867年にインディアナポリスに住む画家のもとで、絵を学び始めた。短期間、海軍で働いた後、1869年にニューヨークの美術学校、ナショナル・アカデミー・オブ・デザインに入学した。指導を受けた教師にはイートン（Joseph Oriel Eaton）や、フランスでジャン＝レオン・ジェロームに学んだウィルマース（Lemuel Wilmarth）らがいた。
1871年に卒業し、家族が住むセントルイスに帰り、両親の仕事を手伝いながら絵を描き展覧会に出展しているうちに地元の美術愛好家で、収集家に注目され、収集家はチェースの作品と交換にヨーロッパへの2年間の留学費用を支払い、ヨーロッパでの美術品の収集も手伝うことになった。
ドイツに渡り、ミュンヘン美術院に入学した。ミュンヘンでは美術館のフランス・ハルスやアンソニー・ヴァン・ダイクといったオランダの巨匠たちの絵を学び、美術院ではアレクサンダー・フォン・ヴァーグナーやカール・フォン・ピロティに学び、アメリカから留学しているフランク・ドゥフェネクやジョン・ヘンリー・トワックトマンらと親しくなり、1877年には彼らと9ヶ月間ヴェネツィアに滞在した。ミュンヘンで、教授や画家たちにチェースの評価は高まり、1875年にミュンヘンで描いた宮廷道化師を描いた"Keying Up" という作品は、翌年のフィラデルフィア万国博覧会の展覧会に出展されて、賞を受賞した。
1878年に帰国し、ニューヨークにスタジオを作った。1878年から新たに設立された美術学校、アート・スチューデンツ・リーグの教師も務めた。アート・スチューデンツ・リーグで1878年から1896年まで教えた後、1896年から1909年までフィラデルフィアのペンシルベニア美術アカデミーで教え、1907年から再び、アート・スチューデンツ・リーグで教えるとともに、自らの美術学校を設立した。この学校は後にパーソンズ美術大学になる。

## 作品

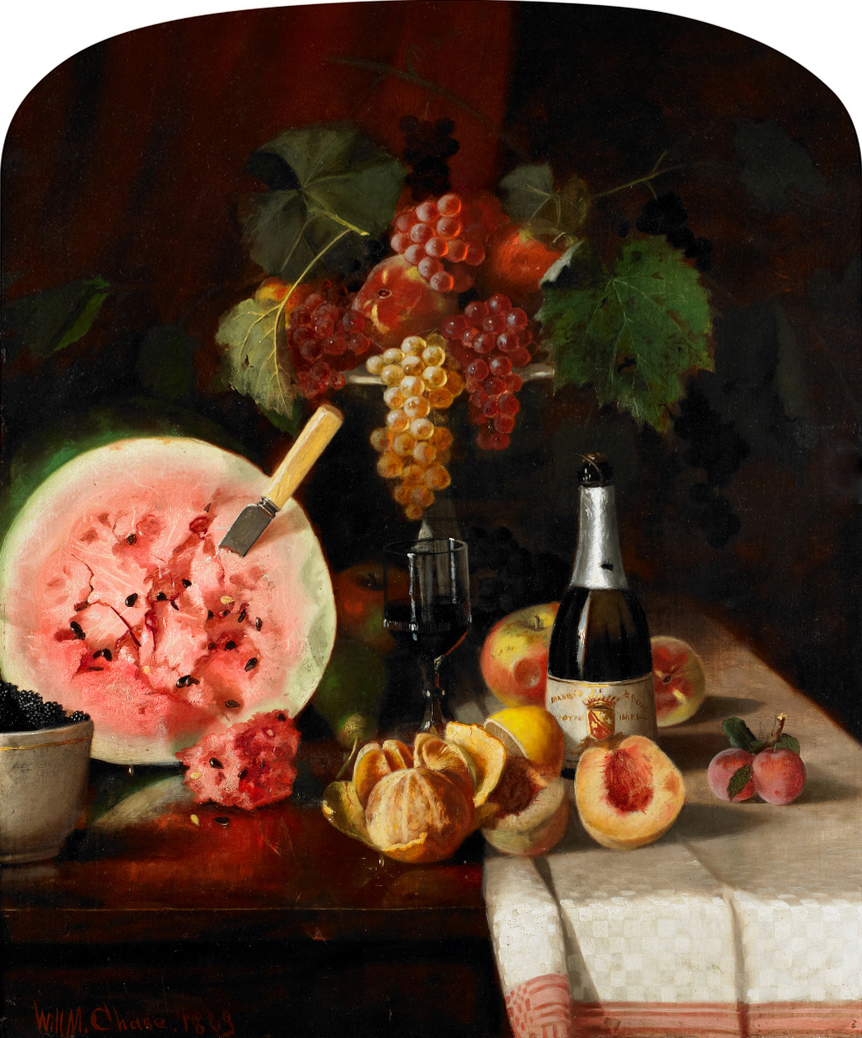
静物画　(1869)
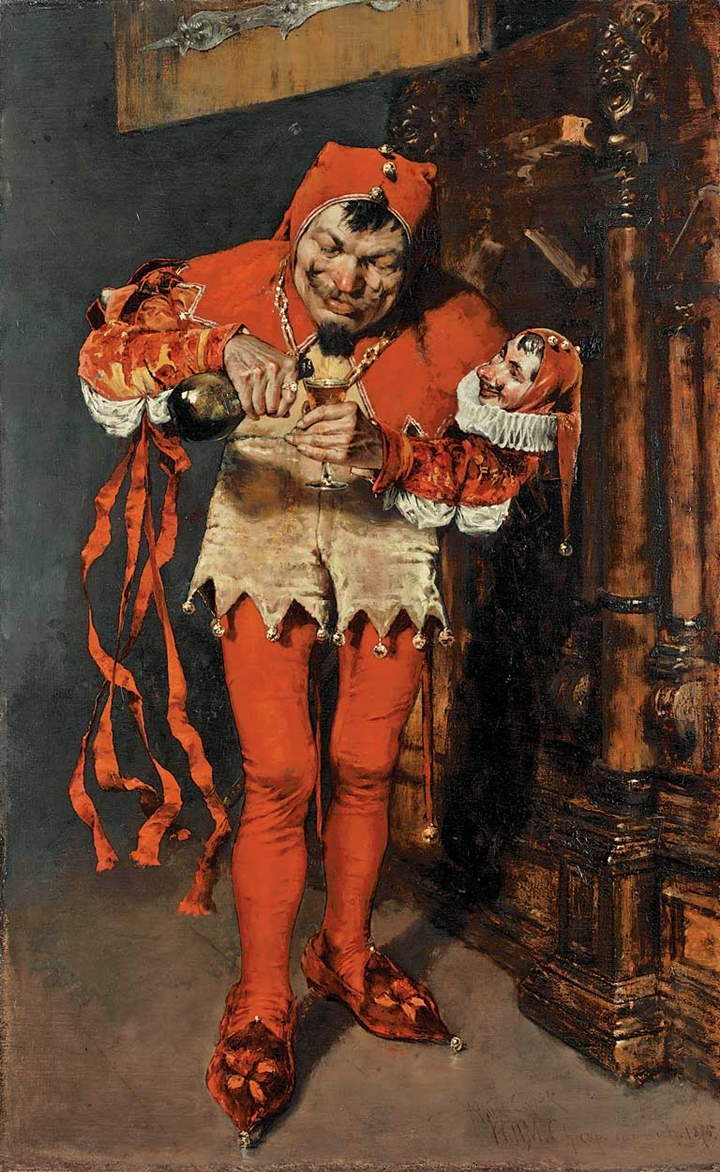
"Keying Up" (宮廷道化師) (1875)
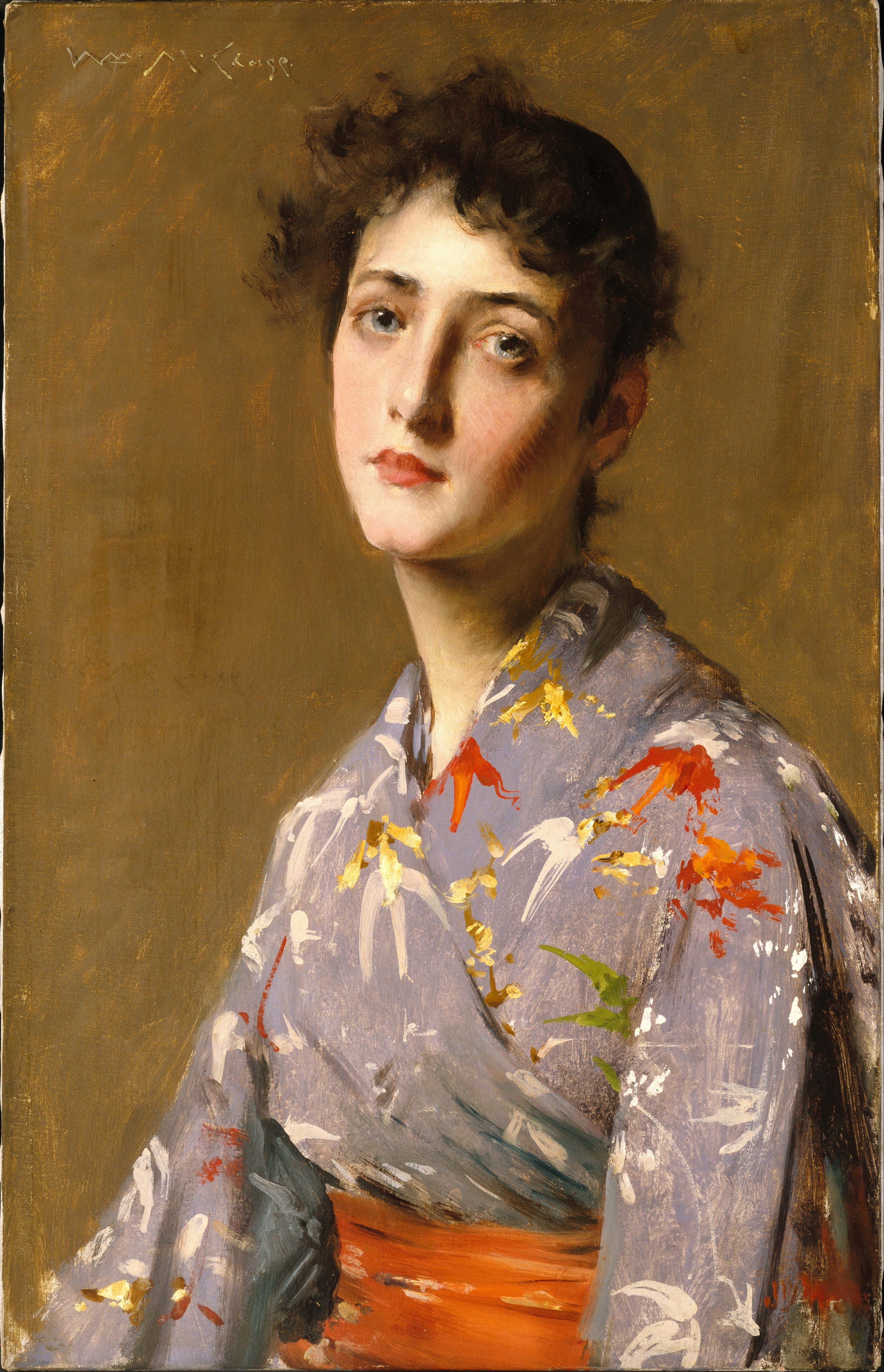
「日本の着物を着た少女」(c.1890)
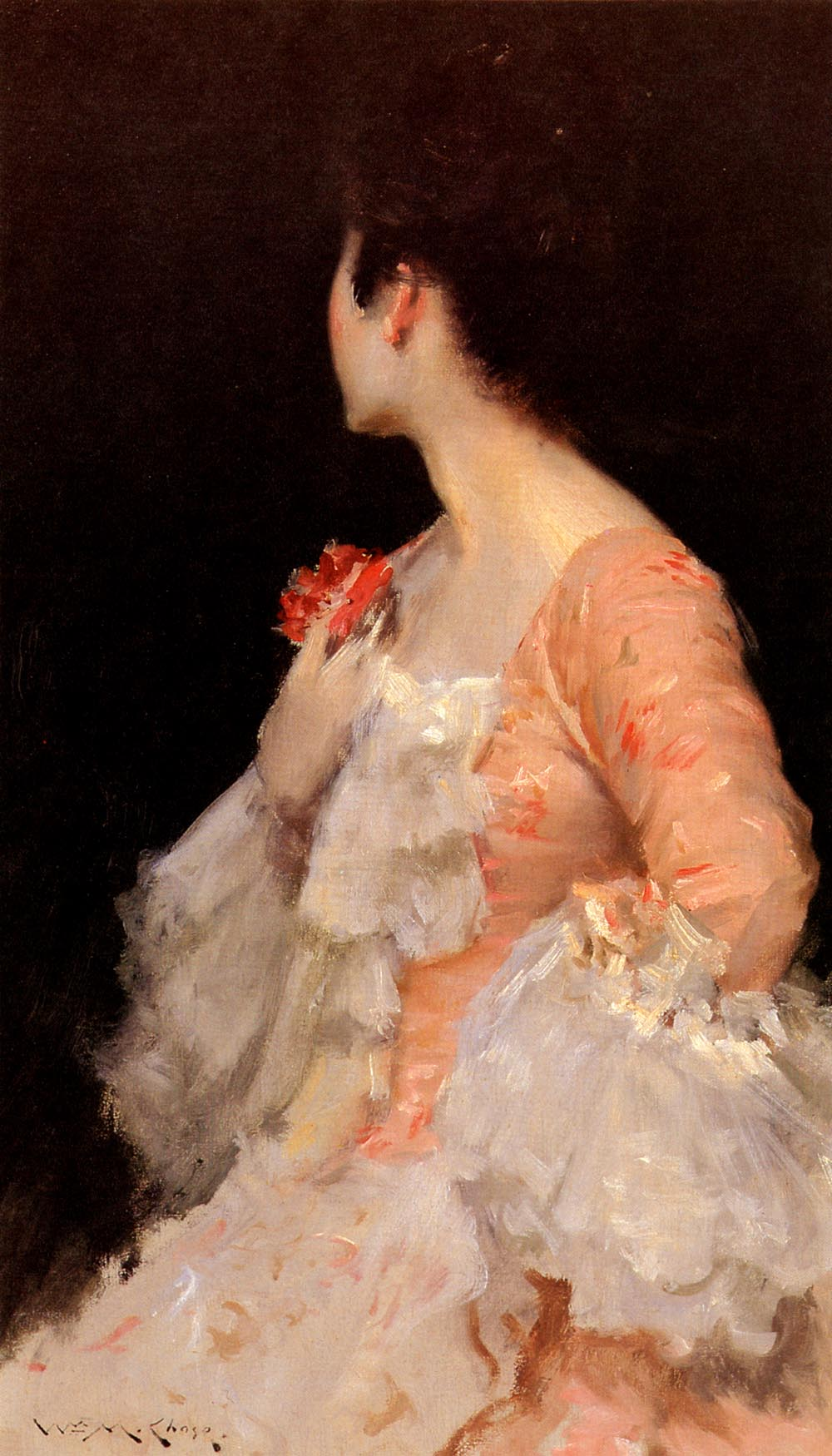
婦人像 (1890)

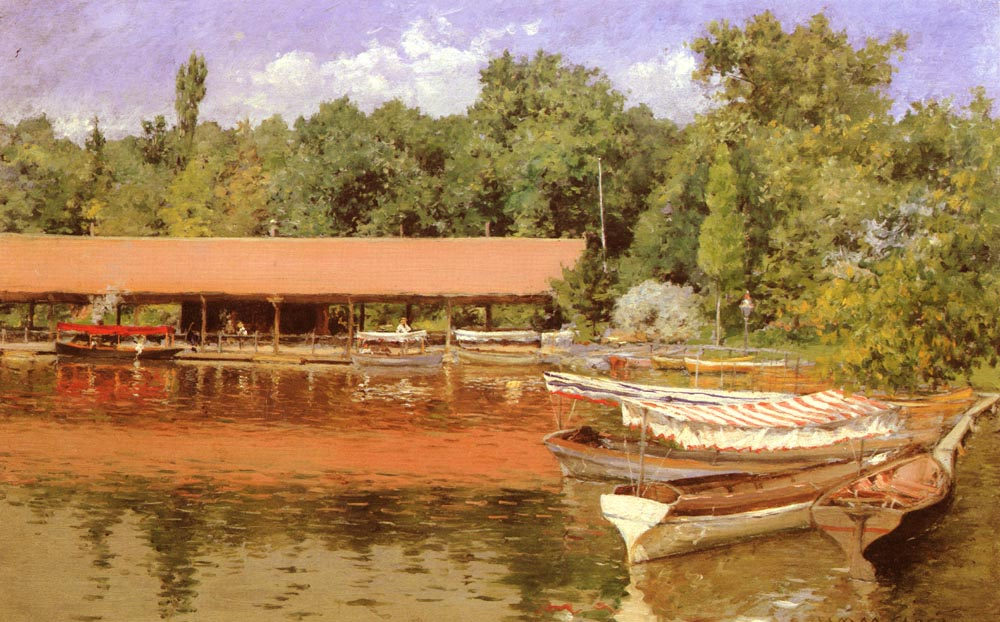
ボートハウス (1887)
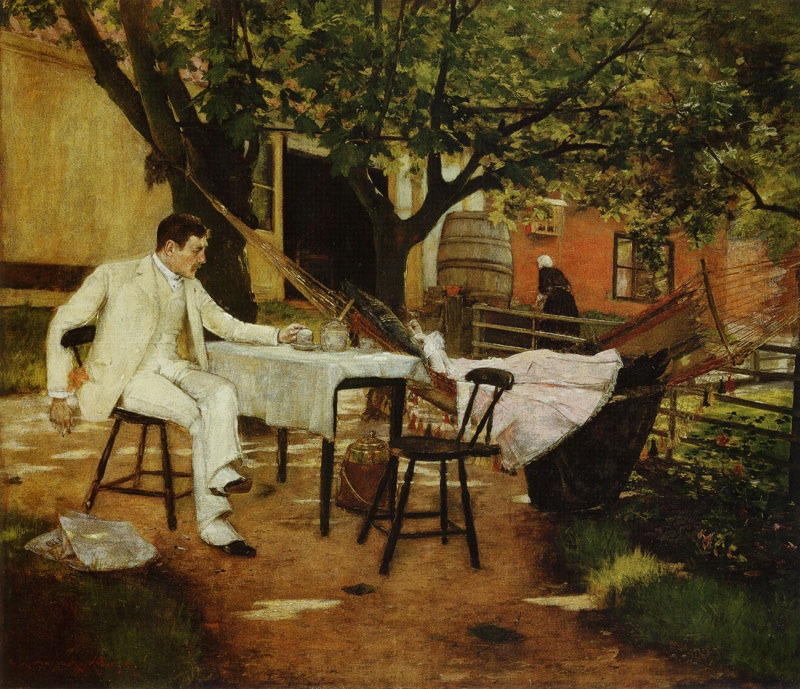
オランダの晴れた午後 (1884)
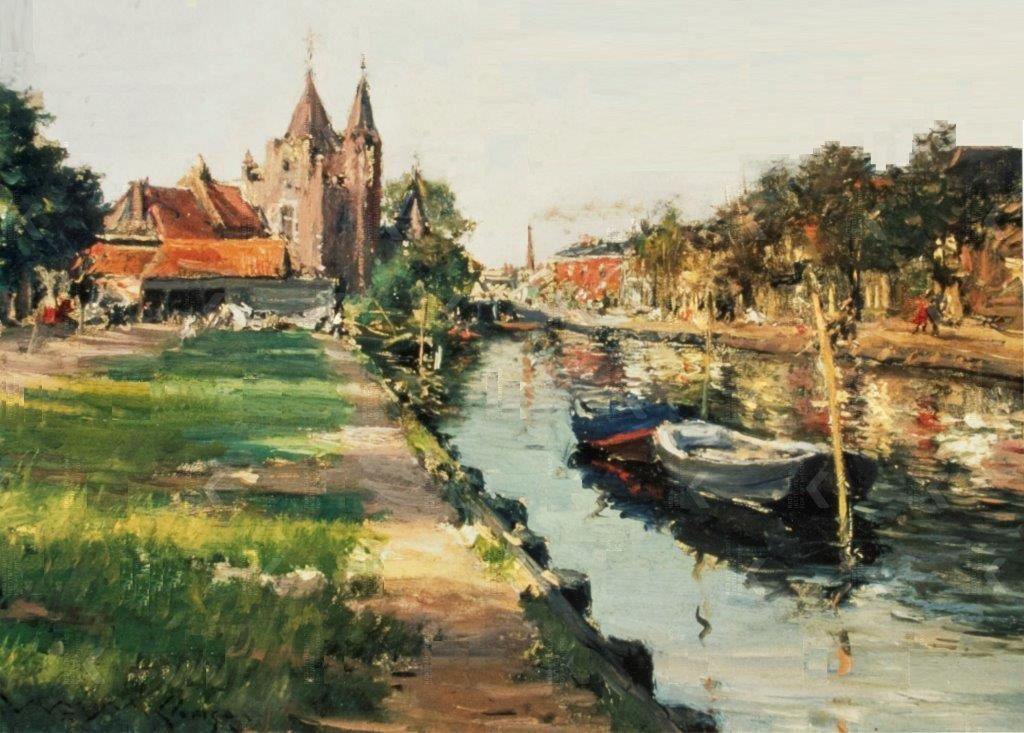
ハールレムの運河